# 王培心
王培心，字竹虛，贵州贵阳人，清朝政治人物，同進士出身。
同治十三年（1874年）甲戌科進士，三甲三十一名，历官雲南知州，署順寧府、永昌府知府。